# Rejsen til Saturn
 For alternative betydninger, se Rejsen til Saturn (flertydig). (Se også artikler, som begynder med Rejsen til Saturn)
Rejsen til Saturn (udgivet første gang i 1977) er en dansk science fiction-tegneserie, skrevet og illustreret af Claus Deleuran.
Albummet handler om en gruppe danske "soldater" der under ledelse af "Arne Skrydsbøl, sjersjant" sendes til planeten Saturn i en rumraket, for at erklære den for dansk territorium. Beklageligvis er Saturn allerede beboet af rumvæsener, der ikke umiddelbart har til sinds at aflevere deres planet, og der opstår hurtigt fjendtligheder, som bl.a. involverer rumuhyret "Epotes" og en flyvende tallerken lavet af nougat-is (et naturligt mineral på Saturn). Vi møder desuden både Sankt Peter, Helligånden og Lucifer, opdager hvordan tis opfører sig i rummet og skaber kontakt til en fjern civilisation der godt nok er borgerligt styret men stadig kan få Land og Folk efterleveret, inden de tapre "soldater" vender hjem og redder planeten Jorden fra en invasion fra saturnboerne.

## Film
Tegneserien blev i 2008 filmatiseret af folkene bag Terkel i knibe.
De hovedmedvirkende i forhold til stemme indtalingen var Casper Christensen, Frank Hvam, Ali Kazim, Simon Jul, Iben Hjejle. 